# Ramiro Guzmán (taekwondo)
Ramiro Guzmán es un deportista mexicano que compitió en taekwondo. Ganó dos medallas en el Campeonato Mundial de Taekwondo en los años 1975 y 1979.

## Palmarés internacional
| Campeonato Mundial | Campeonato Mundial   | Campeonato Mundial | Campeonato Mundial |
| Año                | Lugar                | Medalla            | Categoría          |
| ------------------ | -------------------- | ------------------ | ------------------ |
| 1975               | Seúl (Corea del Sur) | Medalla de plata   | –58 kg             |
| 1979               | Stuttgart (RFA)      | Medalla de bronce  | –52 kg             |